# 吉舎駅
吉舎駅（きさえき）は、広島県三次市吉舎町三玉にある、西日本旅客鉄道（JR西日本）福塩線の駅である。

## 歴史
- 1933年（昭和8年）11月15日：鉄道省福塩北線（現・福塩線）田幸駅（現・塩町駅） - 当駅間開通時に終着駅として開設[2]。
- 1935年（昭和10年）11月15日：福塩北線当駅 - 上下駅間延伸、途中駅となる。
- 1938年（昭和13年）7月28日：福塩北線が福塩線の一部となり、当駅もその所属となる。
- 1985年（昭和60年）12月1日：簡易委託駅化[3]。
- 1987年（昭和62年）4月1日：国鉄分割民営化により、西日本旅客鉄道（JR西日本）の駅となる[2]。
- 2008年（平成20年）3月31日：簡易委託解除、完全無人駅化。
- 2018年（平成30年）
  - 7月6日：豪雨災害に伴い、営業休止。
  - 10月4日：塩町駅 - 当駅間運行再開[4]。三次駅 - 当駅間折返し運転（17日まで）は2002年ダイヤ改正で廃止されて以来16年振りとなる。
  - 10月18日：当駅 - 上下駅間運行再開[4]。
- 2020年（令和2年）6月1日：新型コロナウイルス感染拡大防止のため行われる沿線高校時差通学のため、この日から当面の間、平日に限り三次発当駅止まり列車が1本臨時増発される[5][6]。この時間帯の府中行列車では三次 - 吉舎間で従来から混雑が懸念されていた[7]。三次市内では老人ホームでの集団感染で、生徒や市民から不安の声も上がっていた。
- 2021年（令和3年）10月2日：ダイヤ改正に伴い、2002年のダイヤ改正以来19年ぶりに当駅発着列車が1往復設定[8]。

## 駅構造

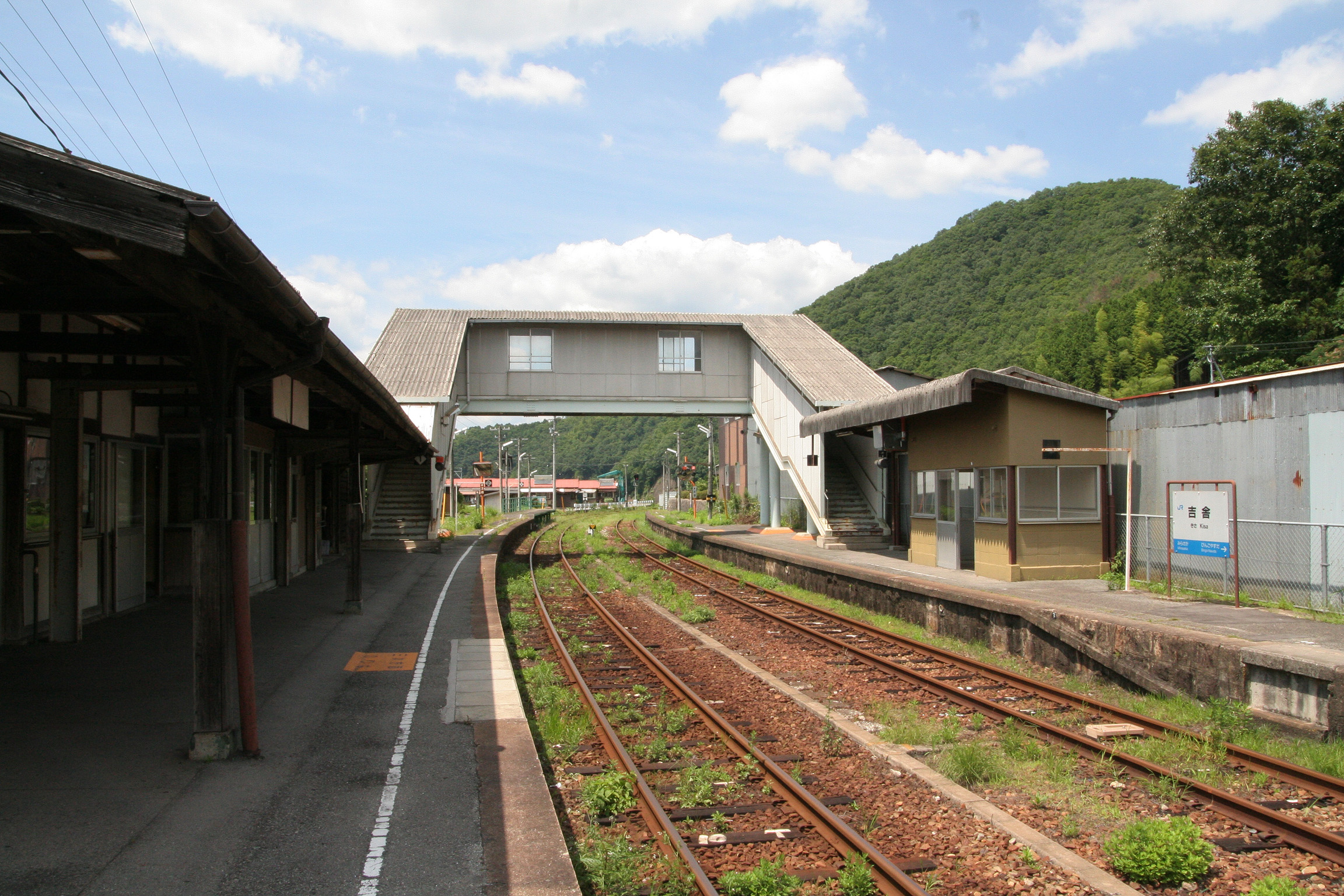
構内（2008年7月）

相対式ホーム2面2線を有する列車交換可能な地上駅。下りホーム側に木造駅舎があり、両ホームは跨線橋で連絡している。上り線には下り方面への出発信号機があり、三次方面への折返しに対応している。
三次鉄道部管理の無人駅。自動券売機は設置されていない。

### のりば
| のりば | 路線   | 方向 | 行先           | 備考                    |
| ------ | ------ | ---- | -------------- | ----------------------- |
| 1      | 福塩線 | 上り | 府中・福山方面 |                         |
| 2      | 福塩線 | 下り | 塩町・三次方面 | 折り返し列車は1番のりば |

## 利用状況
近年の1日平均乗車人員の推移は以下の通り。
| 年度                | 1日平均 乗車人員 |
| ------------------- | ---------------- |
| 1987年（昭和62年）  | 331              |
| 1988年（昭和63年）  | 343              |
| 1989年（平成 元年） | 375              |
| 1990年（平成02年）  | 401              |
| 1991年（平成03年）  | 395              |
| 1992年（平成04年）  | 356              |
| 1993年（平成05年）  | 323              |
| 1994年（平成06年）  | 213              |
| 1995年（平成07年）  | 275              |
| 1996年（平成08年）  | 239              |
| 1997年（平成09年）  | 222              |
| 1998年（平成10年）  | 235              |
| 1999年（平成11年）  | 209              |
| 2000年（平成12年）  | 195              |
| 2001年（平成13年）  | 157              |
| 2002年（平成14年）  | 124              |
| 2003年（平成15年）  | 148              |
| 2004年（平成16年）  | 142              |
| 2005年（平成17年）  | 165              |
| 2006年（平成18年）  | 169              |
| 2007年（平成19年）  | 167              |
| 2008年（平成20年）  | 164              |
| 2009年（平成21年）  | 132              |
| 2010年（平成22年）  | 151              |
| 2011年（平成23年）  | 153              |
| 2012年（平成24年）  | 160              |
| 2013年（平成25年）  | 160              |
| 2014年（平成26年）  | 157              |
| 2015年（平成27年）  | 163              |
| 2016年（平成28年）  | 155              |
| 2017年（平成29年）  | 144              |
| 2018年（平成30年）  | 139              |
| 2019年（令和元年）  | 133              |
| 2020年（令和2年）   | 137              |

## 駅周辺
道路
- 国道184号
- 広島県道223号吉舎停車場線
- 広島県道426号太郎丸吉舎線

公共機関
- 三次市役所吉舎支所
- 吉舎郵便局

学校
- 広島県立日彰館高等学校
- 三次市立吉舎中学校
- 三次市立吉舎小学校

その他
- 吉舎歴史民俗資料館
- 尾崎山公園（南天山城址）

## 隣の駅
西日本旅客鉄道（JR西日本）
 福塩線
備後安田駅 - 吉舎駅 - 三良坂駅